# Anna May Wong
Wong Liu Tsong (født 3. januar 1905, død 3. februar 1961), kendt som Anna May Wong, var en amerikansk skuespillerinde, der blev betragtet som den første kinesisk-amerikanske filmstjerne i Hollywood, såvel som den første kinesisk-amerikanske skuespillerinde, der fik international anerkendelse. Hendes karriere spændte over stumfilm, tonefilm, tv, teater og radio.
Hun blev født i Los Angeles af førstegenerations taishanesiske kinesisk-amerikanske forældre og begyndte at optræde i film i en tidlig alder. Under stumfilmsæraen medvirkede hun i Det tabte Paradis (1922), en af de første farvefilm, og i Douglas Fairbanks' Tyven fra Bagdad (1924). Wong blev et modeikon og havde i 1924 opnået international stjernestatus. Wong havde været en af de første til at omfavne flapper-looket. I 1934 kårede Mayfair Mannequin Society i New York hende til "verdens bedst klædte kvinde". I 1920'erne og 1930'erne blev Wong hyldet som et af de største modeikoner.
Frustreret over de stereotype biroller, som hun modvilligt spillede i Hollywood, rejste Wong til Europa i marts 1928, hvor hun medvirkede i adskillige skuespil og film, herunder Piccadilly Club (1929). I den første halvdel af 1930'erne rejste hun ofte mellem USA og Europa i forbindelse med film- og scenearbejde. Wong var med i film fra begyndelsen af tonefilm-æraen og medvirkede bl.a. i Daughter of the Dragon (dansk titel: Dr. Fu Manchus Datter, (1931)) med Marlene Dietrich, i Josef von Sternbergs Shanghai Express (1932), i Java Head (1934) og i Den gule Hævnerske (1937).
I 1935 fik Wong sin karrieres alvorligste skuffelse, da Metro-Goldwyn-Mayer nægtede at overveje hende til hovedrollen som den kinesiske karakter O-Lan i filmversionen af Pearl S. Bucks Den gode Jord . MGM castede i stedet Luise Rainer til at spille hovedrollen som asiatiske karakter i filmen. En filmhistoriker mener, at valget skyldtes den amerikanske filmindustris interne kodeks, Hays Code, der forlangte, at hustruen til en hvid skuespiller skal spilles af en hvid skuespillerinde. Hays Code indeholdt imidlertid kun forbud mod fremstilling af seksuelle forhold mellem hvide og sorte, og indeholdt ikke bestemmelser om andre racerelationer. MGM screen-testede Wong for birollen som Lotus, forførersken, men det er tvetydigt, om hun principielt nægtede rollen eller blev afvist.
Wong brugte det næste år på at turnere i Kina, besøge sin families forfædres landsby, studere kinesisk kultur og dokumentere oplevelsen på film på et tidspunkt, hvor der var få fremtrædende kvindelige instruktører i Hollywood.
I slutningen af 1930'erne medvirkede hun i flere B-film for Paramount Pictures, hvor hun portrætterede kinesiske og kinesiske amerikanere i et positivt lys.
Hun brugte mindre tid på sin filmkarriere under anden verdenskrig, da hun brugte sin tid og sine penge på at hjælpe den kinesiske sag mod Japan. Wong vendte tilbage til offentligheden i 1950'erne i flere tv-optrædener.
I 1951 skrev Wong historie med sit tv-show The Gallery of Madame Liu-Tsong, det første amerikanske tv-show nogensinde med en asiatisk-amerikansk serie i hovedrollen. Hun havde planlagt at vende tilbage til filmen i Flower Drum Song, da hun døde i 1961, i en alder af 56 år, af et hjerteanfald. I årtier efter sin død blev Wong husket hovedsageligt for de stereotype roller som "Dragon Lady" eller ærbødig "Butterfly"; roller, som hun ofte fik. Hendes liv og karriere blev revurderet i årene omkring hundredeåret for hendes fødsel i tre store litterære værker og filmretrospektiver.

## Delvis filmografi
- Den røde lanterne (1919) debut – ukrediteret
- Udenfor Loven (1920)
- Opiumssmugleren (1921) som Lotus Blossum
- Bits of Life (1921)
- Det tabte paradis (1922) som Lotus Flower
- Hvorledes Mary kom til filmen (1923)
- Drifting (1923)
- Tyven fra Bagdad (1924) som en mongolsk slave
- Peter Pan (1924) som Tiger Lily
- Strømpebaandet (1925)
- Trip to Chinatown (1926) som Ohati
- San Franciscos sidste Dage (1927) som Orientens blomst
- Picadilly Club (1929) som Shosho
- Storbyens fremmede Fugl (1929)
- Elstree Calling (1930) som sig selv
- Vejen til Vanære (1930) som som Hai-Tang
- Dr. Fu Manchus Datter (1931)
- Shanghai-Ekspressen (1932) som Hui Fei
- Et Studie i rødt (1933) som Mrs. Pyke
- Den gule danserinde (1934) som Tu Tuan
- Den gule Hævnerske (1937) som Lan Ying Lin
- Storbyens farligste mand (1938) som Madame Lan Ying
- Dangerous to Know (1938) som Lan Ying
- King of Chinatown (1939) som Dr. Mary Ling
- Island of Lost Men (1939) som Kim Ling
- Bombs Over Burma (1942) som Lin Ying
- Lady from Chungking (1942) som Kwan Mei
- Mysteriet Williams (1949) som Su Lin
- Portræt i sort (1960) som Tawny